# Tycracona obliqua
Tycracona obliqua är en fjärilsart som beskrevs av Moore 1882. Tycracona obliqua ingår i släktet Tycracona och familjen nattflyn. Inga underarter finns listade i Catalogue of Life.